# 딕슨 데스포미어
80

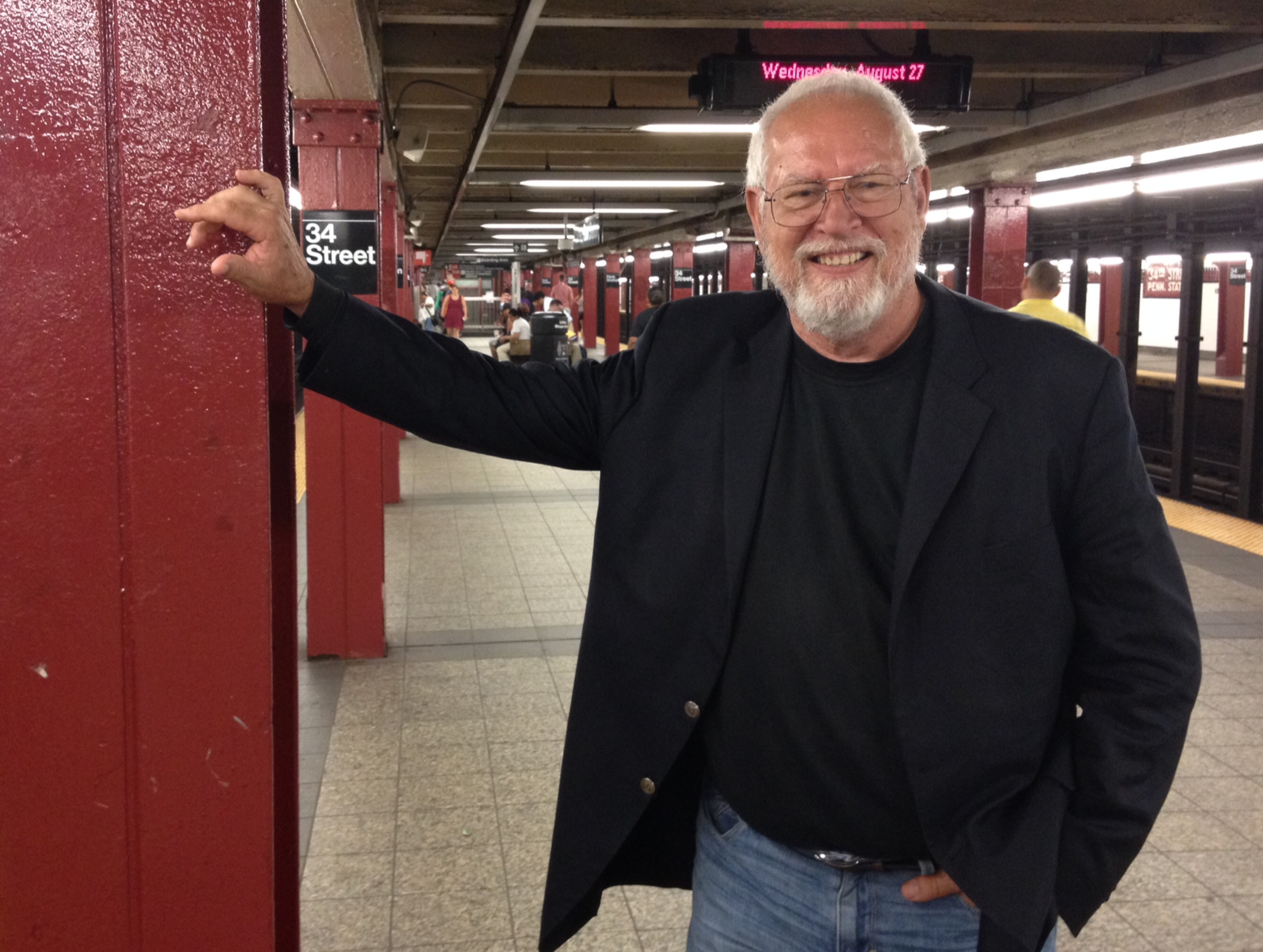

딕슨 데스포미어(Dickson Despommier, 1940년 6월 5일 ~ 2025년 2월 7일)는 미국의 환경과학자이다. 1999년 강의 중 '수직농업' 아이디어를 처음 공론화하였다.